# منیزیم دی‌اورانات
منیزیم دی‌اورانات (به انگلیسی: Magnesium diuranate) با فرمول شیمیایی MgU
۲O
۷ یک ترکیب شیمیایی است. که جرم مولی آن ۶۱۲٫۳۵۹ g/mol می‌باشد. 